# Comandanta Esther
Comandanta Esther es el nombre por el que se conoce a una mujer tzeltal líder en el Ejército Zapatista de Liberación Nacional (EZLN). No se sabe con exactitud en qué año ni lugar nació, pero se presume que actualmente tiene entre 40 y 50 años de edad, que nació en algún poblado de Chiapas, que es de origen tzeltal y que representa a las mujeres indígenas de la región tzotz-choj, que abarca los municipios de Altamirano, y Comitán, Chiapas.

## Biografía
La infancia de la Comandanta Esther no fue fácil, debido a la pobreza y el hambre. Vivía con su madre y varios hermanos, de los cuales cuatro murieron por la falta de alimento o enfermedades. No les alcanzaba el dinero; comían tortillas y ocasionalmente frijoles. Por otra parte, Esther no sabía hablar en español, iba la escuela, pero no aprendía porque no entendía el idioma. Según sus palabras, cuando ingresó al EZLN aprendió a hablar español y a escribir.
Posteriormente, cuando fue creciendo, se dio cuenta de la situación de la pobreza, que en su casa no tenían una alimentación adecuada y que otras personas tenían eso y mucho más, empezó a asistir a reuniones de indígenas donde hablaban de este tema y poco a poco comenzó su participación política, la cual no ha estado libre de obstáculos por el hecho de ser mujer, pus en las comunidades indígenas se reflejaba la desigualdad, al igual que en la sociedad no indígena, cosa que poco a poco ha ido cambiando debido al trabajo de educación que han hecho los Caracoles, que son espacios donde los zapatistas de las comunidades autónomas brindan educación.

## Participación política
La Comandanta Esther se dio a conocer por su participación, el 28 de marzo de 2001, como la portavoz del mensaje oficial del Comité Clandestino Revolucionario Indígena (CCRI) del Ejército Zapatista de Liberación Nacional en el Congreso de la Unión, ubicado en el Palacio Legislativo de San Lázaro. El que ella fuera quien diera el discurso como representante del EZLN llamó mucho la atención, porque hasta ese entonces el Subcomandante Marcos había sido el principal orador de dicha organización.
Su exposición, retransmitida en vivo en todos los canales de televisión mexicana y publicado el 29 de marzo de ese mismo año en el suplemento Perfil del periódico La Jornada, trató de la necesidad del reconocimiento de los derechos indígenas mediante la aprobación de la iniciativa de ley de la Comisión para la Concordia y Pacificación (Cocopa), pero principalmente de los derechos de las mujeres indígenas, pues habló de la violencia hacia la mujer y la falta de cumplimiento de los derechos reproductivos y de salud, las oportunidades laborales y la libertad de expresión de las mujeres.
Aunque el discurso del 28 de marzo de 2001 fue el más reconocido en el que participó la Comandanta, también se conoce que fue oradora el Día Internacional de la Mujer, celebrado el 8 de marzo de ese mismo año en un pueblo de Chiapas, en el que también habló de la necesidad de unión como mujeres: "A las mujeres de todo el país, les decimos que luchemos todas juntas. Nosotras tenemos que luchar más porque como indígenas estamos triplemente despreciadas: como mujer indígena, como mujer y como mujer pobre. Pero las mujeres que no son indígenas también sufren, por eso las vamos a invitar a todas a que luchen para que ya no sigamos sufriendo. No es cierto que la mujer no sabe, que nada más sirve para estar en la casa, eso no sólo pasa en las comunidades indígenas sino también en las ciudades". Asimismo, también narró las dificultades que ella y otras mujeres han tenido para poder participar en política: "Al principio, la verdad me costaba, los hombres no entendían, aunque yo siempre les explicaba que es necesario luchar para que no todo el tiempo estemos muriendo de hambre.  A los hombres no les convenía, según ellos la mujer nada más sirve de tener hijos y deben cuidarlos..."
Asimismo, se sabe de su participación como oradora en los siguientes eventos del año 2001:
- Juchitán, Oaxaca, 25 de febrero
- Nurio, Michoacán, 3 de marzo
- Toluca, Estado de México, 5 de marzo
- Zócalo de la Ciudad de México, 11 de marzo
- Instituto Politécnico Nacional (IPN), 16 de marzo
- Escuela Nacional de Antropología e Historia (ENAH), 18 de marzo
- San Andrés Totoltepec y Santo Tomás Ajusco,19 de marzo
- UAM Azcapotzalco, 20 de marzo

Y en 2003, en Oventic, Chiapas, el 9 de agosto. 
En la mayoría de sus discursos, la Comandanta Esther resalta la importancia de la unión entre indígenas y no indígenas, y entre hombres y mujeres, en la búsqueda de un mejor país: "Es nuestra palabra como mujer, caminemos junto con los hombres. Solo ellos no podrán y solas nosotros tampoco podemos. Pongamos más nuestro empeño, consolidemos nuestra organización luchadoras social. "Luchemos todos juntos, hombres y mujeres, por los derechos que nos niegan los poderosos y construyamos un México donde no haya burla de raza, color y lengua. "Hermanos y hermanas, no aflojemos nuestra conciencia, somos muy importantes porque sin las mujeres no hubiera un país ni se multiplicaría la humanidad. Nosotras como mujeres sentimos el dolor, parimos y somos un pie de los hombres, sólo los hombres luchando no se logra el cambio."
Por otra parte, en la Fiesta de los Caracoles de Oventic, Chiapas, el año 2003, hace una dura crítica a los partidos políticos, señalando que no representan a los mexicanos "No podemos dejar de ser indios para ser reconocidos como mexicanos. Ya nunca nos podrán acabar ni traicionar (refiriéndose al PRI, PAN y PRD) ...se pusieron de acuerdo para negarnos nuestros derechos".
La Comandanta también escribió una carta el 1 de enero de 2003 dirigida al Presidente de la República de ese entonces, Vicente Fox Quesada, y a Luis H. Álvarez, comisionado para el Desarrollo de los Pueblos Indígenas, para reclamarles que no apoyaran ninguna de las demandas indígenas y no cumplieran las promesas que habían hecho, diciéndoles, entre otras cosas: "Eres tú comisionado de paz. Y sólo eres un comisionado de Fox para provocar división, y engañar al pueblo de México".